# A Real Live/Dead One
A Real Live/Dead One is een live dubbelalbum van de Britse metalband Iron Maiden, dat uitgebracht werd in 1998. Dit album werd opgenomen voor en tijdens de "Fear of the Dark"-tour in Europa. Het album was eerder al uitgebracht op twee afzonderlijke albums in 1993, namelijk A Real Dead One en A Real Live One.

## Tracklist
A Real Dead One
1. The Number Of The Beast (Steve Harris)
2. The Trooper (Steve Harris)
3. Prowler (Steve Harris)
4. Transylvania (Steve Harris)
5. Remember Tomorrow (Paul Di'Anno en Steve Harris)
6. Where Eagles Dare (Steve Harris)
7. Sanctuary (Paul Di'Anno, Steve Harris en Dave Murray)
8. Running Free (Paul Di'Anno en Steve Harris)
9. Run To The Hills (Steve Harris)
10. 2 Minutes To Midnight (Bruce Dickinson en Adrian Smith)
11. Iron Maiden (Steve Harris)
12. Hallowed Be Thy Name (Steve Harris)

A Real Live One
1. Be Quick Or Be Dead (Bruce Dickinson en Janick Gers)
2. From Here To Eternity (Steve Harris)
3. Can I Play With Madness (Adrian Smith, Bruce Dickinson en Steve Harris)
4. Wasting Love (Bruce Dickinson en Janick Gers)
5. Tail Gunner (Bruce Dickinson en Steve Harris)
6. The Evil That Men Do (Bruce Dickinson, Steve Harris en Adrian Smith)
7. Afraid To Shoot Strangers (Steve Harris)
8. Bring Your Daughter... To The Slaughter (Bruce Dickinson)
9. Heaven Can Wait (Steve Harris)
10. The Clairvoyant (Steve Harris)
11. Fear Of The Dark (Steve Harris)

## Bezetting
- Steve Harris Bass
- Bruce Dickinson Zang
- Dave Murray Gitaar
- Janick Gers Gitaar
- Nicko McBrain Drums